# Lijst van blackmetalmuzikanten
Dit is een (incompleet) overzicht van belangrijke blackmetalmuzikanten.

## A
- Abbath Doom Occulta (Olve Eikemo) gitarist, vocalist en tevens voormalig drummer van Immortal.
- Akhenaten (Andrew Harris) lid van de momenteel opgeheven Amerikaanse band Judas Iscariot, speelt tevens in Weltmacht, Seeds of Hate en Debauchery.
- Andreas K oude bassist van Absurd die bij de moord op Sandro Beyer betrokken was.
- Armagedda eerste drummer in de band Immortal.
- Attila Csihar de huidige vocalist van Mayhem en ten tijde van De Mysteriis Dom Sathanas.

## B
- Blackthorn (Snorre Ruch) gitarist in Mayhem, getuige van de moord op Euronymous.
- Butcher drummer van de bekende Tsjechische band Maniac Butcher, was tevens sessie-drummer voor het opgeven Judas Iscariot.

## C
- Capricornus (Maciej Dabrowski) voormalig drummer van Graveland, zit momenteel in Infernum.
- Crygh (Sven V) Drummer van de Belgische band Grimfaug.
- Cryptic Winter (Duane Timlin) was sessie-drummer voor het opgeheven Judas Iscariot, speelt tevens in Weltmacht, Krieg en andere projecten.

## D
- Darken (Robert Fudali) momenteel enig lid van Graveland, tevens lid van talloze andere projecten waaronder Infernum.
- Dead (Per Yngve Ohlin) derde zanger van Mayhem die zelfmoord pleegde.
- Demonaz Doom Occulta (Harald Nævdal) voormalig gitarist en huidig songschrijver van Immortal.

## E
- Euronymous (Øystein Aarseth) vermoordde gitarist van Mayhem.

## F
- Faust (Bård Eithun) drummer in Emperor.
- Fenriz (Gylve Nagell) drummer uit Darkthrone.
- Frost (Kjetil Vidar Haraldstad) drummer van Satyricon.

## G
- Garm (Kristoffer Rygg) huidig vocalist van post-black metal groep Ulver, voormalig vocalist van Borknagar.
- Gaahl voormalig vocalist van de Noorse black metal bands Gorgoroth, Gaahlskagg en Trelldom
- Gaamalzagoth vocalist uit de opgeheven Duitse band Moonblood.

## H
- Hasjarl gitarist uit de momenteel populaire band Deathspell Omega, tevens eigenaar van End All Life productions.
- Hellhammer (Jan Axel Blomberg) drummer van Mayhem en Antestor en tegenwoordig ook Dimmu Borgir.
- Hendrick "JFN" Möbus voormalig drummer van de Duitse band Absurd heeft vastgezeten voor de moord op zijn schoolgenoot Sandro Beyer, en zat ook vast wegens nazisympathieën. Is in 2007 vrijgelaten.
- Horgh (Reidar Horghagen) huidige drummer van Immortal.

## I
- Infernus (Roger Tiegs) oprichter en gitarist van de Noorse blackmetalband Gorgoroth. Tevens betrokken bij de bands Borknagar, Desekrator en Orcustus.
- Ihsahn (Vegard Sverre Tveitan) vocalist, en tegenwoordig ook gitarist en bassist van Emperor.

## K
- Kanwulf (Rene Wagner) enig lid van het Duitse Nargaroth, tevens live-gitarist van het opgeheven Judas Iscariot.
- Karcharoth (Grzegorz Jurgielewicz) overleden voormalig bassist van Graveland, oprichter van Infernum.
- Kveldulv zie: Nocturno Culto.

## L
- L.F. lid van de voormalige Franse NSBM-band Kristallnacht, zit tegenwoordig in spin-offs zoals Desolation Triumphalis, Seigneur Voland en Finis Gloria Dei.
- Lord Imperial vocalist en gitarist van de Amerikaanse band Krieg, tevens gitarist op liveoptredens van Judas Iscariot.

## M
- Malefic (Scott Conner) momenteel lid van de Amerikaanse suicidal blackmetalband Xasthur.
- Maniac (Sven-Erik Kristiansen) tweede zanger van Mayhem
- Mikko Aspa vocalist van de momenteel populaire band Deathspell Omega, heeft tevens zijn eigen project Clandestine Blaze en is eigenaar van Northern Heritage productions.
- Mortiis (Håvard Ellefsen) ex-bassist van Emperor en oprichter van de blackmetal-dark ambientband Mortiis.

## N
- Nocturno Culto (Ted Skjellum) gitarist, bassist, vocalist van Darkthrone, tevens voormalig gitarist van Satyricon (als Kveldulv).
- Norgaath gitarist, bassist, vocalist van Grimfaug, tevens voormalig sessie-bassist van Corpus Christii. Heeft ook een soloproject Coldborn.

## O
- Occulta Mors (Tino Mothes) bespeelde alle instrumenten in de opgeheven Duitse band Moonblood en speelt nu in zijn eigen band Nachtfalke.

## S
- Samoth (Tomas Thormodsæter Haugen) bassist in Emperor.
- Satyr (Sigurd Wongraven) vocalist, gitarist, bassist en toetsenist van Satyricon.
- Sebastian "DMD" Schauseil gitarist, bassist en vocalist van het Duitse Absurd.
- Shaxul voormalig vocalist van de momenteel populaire band Deathspell Omega.
- Stabaath (Elena Naumchuk) van Lucifugum (vocalen, gitaar, basgitaar).

## V
- Varg Vikernes (podiumnaam Count Grishnackh) oprichter van eenmansband Burzum en voormalig bassist in Mayhem.

## Z
- Zephyrous (Ivar Enger) voormalig gitarist van Darkthrone.